# Victor Margueritte
Victor Margueritte (Blida, Algèria 1 de desembre 1866 – Monestier, França, 23 de març de 1942) fou un novel·lista i dramaturg francès.
Germà de Paul Margueritte, es va allistar el 1886 al fpahis, abans d'unir-se el 1891 a l'Escola Militar de Saumur, on es va convertir en tinent dels Dragons. El 1896, va renunciar per dedicar-se a la literatura.
Va mostrar preocupació per les qüestions socials i era un ardent defensor de l'emancipació de les dones i la conciliació dels pobles. Va col·laborar en La Revue contemporaine d'Édouard Rod. Va recolzar les opinions de progrés social i va col·laborar en diaris i revistes especialitzades en el moviment internacional i comunista. La publicació el 1922 de La Garçonne, considerat en el moment molt xocant, li va valer que li retiressin la seva Legió d'Honor.
Entre 1896 i 1908 va contribuir a totes les obres del seu germà Paul Margueritte.

## Obres publicades
Novel·les
- Prostituée (1907)
- Le Talion (1908)
- Jeunes Filles (1908)
- Le Petit roi d'ombre (1909)
- Le Talion (1909)
- L'Or (1910)
- Le Journal d'un moblot (1912)
- Les Frontières du Cœur (1912)
- La Rose des ruines (1913)
- La Terre natale (1917)
- Un cœur farouche (1921)
- Le Soleil dans la geôle (1921)
- La Garçonne (1922)
- Le Compagnon (1923)
- Le Couple (1924)
- Vers le bonheur. Ton corps est à toi (1927)
- Vers le bonheur. Le Bétail humain (1928)
- Vers le bonheur. Le Chant du berger (1930)
- Non ! roman d'une conscience (1931)
- Debout les vivants ! (1932)
- Nos égales. Roman de la femme d'aujourd'hui (1933)
- Du sang sur l'amour (1934)
- Babel (1934)

Assajos
- Pour mieux vivre (1914)
- J.-B. Carpeaux (1914)
- Au bord du gouffre, août-septembre 1914 (1919)
- La Voix de l'Égypte (1919)
- La Dernière Guerre : les Criminels (1925)
- Jean-Jacques et l'amour (1926)
- La Patrie humaine (1931)
- Un grand Français. Le général Margueritte. Avec des pages de Paul Margueritte extraites de : Mon père. Centenaire algérien (1960)
- Aristide Briand (1932)
- Les Femmes et le désarmement et de l'immortalité en littérature (1932)
- Avortement de la S.D.N. (1936)

Diversos
- La Belle au bois dormant (1896), féerie en un acte et en vers
- La Double méprise, ou le Pire n'est pas toujours certain, d'après Calderon, comédie en 4 actes, en vers, Paris, Théâtre de l'Odéon, 17 mars 1898
- Au Fil de l'heure (1896), recueil de vers
- L'Imprévu, comédie en 2 actes, Paris, Comédie-Française, 19 février 1910
- La Mère, pièce en un prologue et huit tableaux, d'après le roman de Maxime Gorki, Paris, Théâtre de la Renaissance, 15 mai 1937
- Nocturnes, poèmes (1944)

Amb Paul Margueritte
- La Pariétaire (1896)
- Le Carnaval de Nice (1897)
- Poum, aventures d'un petit garçon (1897)
- Une époque (4 volumes, 1897-1904)
- Femmes nouvelles (1899)
- Le Poste des neiges (1899)
- Mariage et divorce (1900)
- Les Deux Vies (1902)
- Le Jardin du Roi (1902)
- L'Eau souterraine (1903)
- Zette, histoire d'une petite fille (1903)
- Histoire de la guerre de 1870-71 (1903)
- Le Prisme (1905)
- Quelques idées : le mariage libre, autour du mariage, pélerins de Metz, l'oubli et l'histoire, les charges de Sedan, l'officier dans la nation armée, l'Alsace-Lorraine (1905)
- Le Cœur et la loi, pièce en 3 actes, Paris, Théâtre de l'Odéon, 9 octobre 1905
- Sur le vif (1906)
- Vanité (1907)
- L'Autre, pièce en 3 actes, Paris, Comédie-Française, 9 décembre 1907
- Nos Tréteaux. Charades de Victor Margueritte. Pantomimes de Paul Margueritte (1910)
- Les Braves Gens. La Chevauchée au gouffre (Sedan) (1935)